# Belgisch-Nieuw-Zeelandse betrekkingen
De betrekkingen tussen België en Nieuw-Zeeland zijn goed te noemen. Beide landen onderhouden nauwe economische banden.
België heeft geen ambassade in Nieuw-Zeeland. De bevoegde ambassade bevindt zich in het Australische Canberra. België heeft wel consulaten in Auckland, Christchurch en Wellington. Nieuw-Zeeland heeft op zijn beurt een ambassade in Etterbeek, en een consulaat in Antwerpen.

## Landenvergelijking
|                 | België                                                   | Nieuw-Zeeland                                   |
| --------------- | -------------------------------------------------------- | ----------------------------------------------- |
| Bevolking       | 11.720.716 (2020)                                        | 4.925.477 (2020)                                |
| Oppervlakte     | 30.528 km²                                               | 275.042 km²                                     |
| Dichtheid       | 383,9/km² (2020)                                         | 17,9/km² (2020)                                 |
| Hoofdstad       | Brussel                                                  | Wellington                                      |
| Regeringsvorm   | Federale monarchie                                       | Constitutionele monarchie                       |
| Officiële talen | Nederlands, Frans en Duits                               | Engels en Maori                                 |
| Religie         | 57,0 % katholiek, 6,0 % moslim, 37,0 % niet godsdienstig | 56,0 % katholiek                                |
| BBP             | € 337,745 miljard (€ 32.431 per persoon) (2008)          | € 161,851 miljard (€ 36.648 per persoon) (2011) |

## Geschiedenis
België en Nieuw-Zeeland hebben een lange geschiedenis van nauwe samenwerking. Beide landen hebben vaak dezelfde visie op internationale problematieken. De Nieuw-Zeelandse deelname aan de gevechten op Belgische bodem tijdens de Eerste Wereldoorlog wordt nog steeds herdacht. Het Nieuw-Zeelandse Featherston heeft een stedenband met het Belgische Menen.
Ook de economische samenwerking tussen beide landen is goed. Een groot deel van de Nieuw-Zeelandse export richting Europese Unie komt binnen via de havens van Antwerpen en Zeebrugge. Verschillende Nieuw-Zeelandse bedrijven hebben vestigingen in België, waaronder Fonterra, Meat New Zealand, Richmond Europe, Zespri International Europe, Tourism Holdings Ltd en eServ Global.
België is een belangrijke markt voor Nieuw-Zeelands schapenvlees en -boter. Andere grote exportbronnen zijn kaas en wol. België exporteert dan weer vooral motorvoertuigen, papierproducten, diamanten en televisies richting Nieuw-Zeeland.